# Parafia św. Michała Archanioła w Koskowicach
Parafia św. Michała Archanioła w Koskowicach – parafia rzymskokatolicka w dekanacie Legnica Wschód w diecezji legnickiej. Obsługiwana przez księży diecezjalnych. Erygowana w 1923.

## Zasięg parafii
Do parafii należą wierni z miejscowości: Grzybiany, Kłębanowice, Koskowice, Rogoźnik, Taczalin i Ziemnice